# Матия Губец
Матия Губец (на хърватски: Matija Gubec) (ок. 1548 г.-15 февруари 1573 г.) е хърватски национален герой, водач на хърватско-словенското селско въстание от 1573 г.

## Биография
Истинското име на Матия Губец е Амброз Губец и то е споменато за първи път в църковните регистри в родното му място Горня Стубица през 1556 и 1560 г. За първи път с името „Матия“ той е отбелязан в съчинението „Historiarum de rebus Hungaricis libri XXXIV ab anno 1490 ad annum 1605“ на унгарския историк Миклош Ищванфи около тридесет години след потушаването на въстанието и неговата гибел. Това вероятно е свързано с аналогията, която обикновените хора по това време правели между него и популярния „добър крал Матяш“ – унгарско—хърватския крал Матяш Корвин. В хърватската историография името „Матия Губец“ е използвано за първи път от историка и писател проф. Векослав Клаич.
Известно е, че преди да оглави въстанието, Губец е слуга в имението на местния бан Франьо Тахи.

## Ход на въстанието
През 1572 – 1573 г. Матия Губец е избран за водач на селското въстание (Seljačka buna) в областта Загора, предизвикано от тормоза и притесненията от страна на местните феодали. По това време е приет нов закон, според който селяните нямат право да напускат свободно общината, в която живеят, и да преминават под властта на друг бан. Особено тежко е положението на селяните, подчинени на Франьо Тахи (Franjo Tahy), един от властелите в района на Суседград.
След като оплакванията им до тогавашния крал на Унгария и Хърватия Максимилиан II не дават резултат, селяните спират да плащат високите данъци. В отговор Франьо Тахи изпраща въоръжените си наемници да съберат принудително налозите, но селяните ги посрещат с оръжие. Избухва масово въстание, за чийто предводител е избран Матия Губец. Отличителният знак на бунтовниците е перото от петел на шапките им.
Селяни се стичат към войската на Губец не само от селищата около планината Медведница близо до Загреб, но и от цяла Хърватия. Интересно е, че въстаниците имат план да установят селска власт, която да води точна сметка за събираните данъци, които да бъдат използвани за отбраната на Хърватия от османците. Въстанието се пренася и в херцогство Крайна в днешна Словения, както и в херцогство Щирия в днешна Австрия.
Парламентът на Загреб приема закон, с който обявява Губец и останалите бунтовници за виновни в държавна измяна. Селската войска успява да разбие изпратената срещу нея кралска войска при селището Доня Стубица в северната част на Медведница. Но на 5 февруари 1573 словенските селяни са разбити край Кръшко, а на следващия ден е разбита и селската войска край Керестинец. По-дълго време успяват да се отбраняват само бунтовниците на Губец в хърватското Загорие. На 9 февруари 1573 г. се води последният бой между тях и кралската войска под командването на Гашпар Алапич. Първоначално въстаниците имат превес, но Алапич получава подкрепление и ги разгромява. Самият Матия Губец е сред пленниците.
На 15 февруари 1573 г. пред хиляди хора на площад Св. Марко в Загреб той е измъчван с нажежени железа и след това разпънат между четири коня.

## Памет
- Според народното предание Матия Губец успява да се спаси и се укрива с войската си в подземни пещери в планината. Воините седят с чаши вино на каменни маси, а в това време посивялата брада на Губец бавно расте и се оплита около масата. Когато тя обиколи девет пъти масата, тогава планинският склон ще рухне и юнаците ще излязат от пещерите, за да се отправят на нова битка.
- В състава на чешкия корпус в руската Бяла гвардия воюва полк от Кралството на сърби, хървати и словенци наречен на името на Матия Губец[4].
- Словенско-хърватска бригада с името Матия Губец се сражава срещу германците и италианците по време на Втората световна война в Югославия[5].
- През 2008 г. общо 362 улици в Хърватия са получили името на героя Губец, което го превръща в най-предпочитаното название за улица в страната[6].